# Asociația Irlandeză de Fotbal
Asociația Irlandeză de Fotbal (IFA; engleză Irish Football Association) este forul conducător oficial al fotbalului în Irlanda de Nord. Este afiliată la FIFA din 1911 și UEFA din 1954. Forul organizează IFA Premiership, ligile inferioare și Echipa națională de fotbal a Irlandei de Nord. La început forul conducea fotbalul din toată insula Irlandei, dar în 1921 s-a format Asociația de Fotbal a Irlandei, care reprezintă Republica Irlanda, aceasta despărțindu-se din vechea federație.

## Președinți
- 1880-1889 Lord Spencer Chichester
- 1889-1909 Marquis of Londonderry
- 1909-1912 Alexander H. Thompson
- 1912-1914 Hugh Hegan
- 1914-1945 Sir James McIlmunn Wilton
- 1945-1948 Austin Donnelly
- 1948-1957 Frederick J. Cochrane
- 1957-1958 Joseph MacBride
- 1958-1994 Harry Cavan
- 1995 Sammy Walker
- 1995-2007 Jim Boyce
- 2007- Raymond Kennedy

Sursă: M. Brodie (ed.) (n.d.) The Northern Ireland Soccer Yearbook 2008/2009. Belfast:Ulster Tatler Publications